# Manilkara gonavensis
Manilkara gonavensis là một loài cây gỗ thuộc họ hồng xiêm, đặc hữu của Haiti.